# Francmonrosia
Francmonrosia là một chi bọ cánh cứng thuộc họ Scarabaeidae.